# Uniwersytet we Wlorze
Uniwersytet w Wlorze im. Ismaila Qemala – uczelnia albańska z siedzibą w Wlorze, założona w 1994, początkowo jako Uniwersytet Technologiczny we Wlorze (Universitet Teknologjik i Vlorës).
Uczelnia powstała na mocy zarządzenia Rady Ministrów Albanii nr.105 z dnia 28 lutego 1994. Specjalizuje się w naukach ścisłych i technicznych. W lutym 1997 studenci uniwersytetu rozpoczęli strajk głodowy, w związku z pogarszającą się sytuacją socjalną. 23 lutego przez centrum Wlory przemaszerowało 5000 osób w geście solidarności z protestującymi studentami.
Struktura uniwersytetu obejmuje obecnie 4 wydziały. Własna kadra pedagogiczna liczy ok. 200 osób, z czego 24 osoby posiadają tytuł profesorski. Obecnym rektorem uczelni jest lekarka, prof. Aurela Saliaj. Pod względem liczby studentów jest to jedna z trzech największych uczelni Albanii. Patronem uczelni jest pochodzący z Wlory pierwszy premier rządu Albanii - Ismail Qemali.
Uniwersytet we Wlorze współpracuje z ośmioma uczelniami zagranicznymi (w tym trzema amerykańskimi).

## Wydziały
- Wydział Nauk Techniczno-Inżynieryjnych (Fakulteti i Shkencave dhe Inxhinierisë)
- Wydział Nauk Społecznych i Pedagogiki (Fakulteti i Shkencave Shoqërore dhe Edukimit)
- Wydział Ekonomiczno-Prawny (Fakulteti i Ekonomisë dhe Drejtesise)
- Wydział Lekarski (Fakulteti i Mjekesise)